# Collection de l'art brut
Pour les articles homonymes, voir Art brut (homonymie).
La Collection de l'art brut est un musée consacré à l'art brut, situé à Lausanne, en Suisse.
Elle est constituée en grande partie d'artistes « hors-normes » mais, selon Jean Dubuffet, « définir un caractère commun de ces productions — certains ont cherché à le faire — est dénué de sens car elles répondent à des positions d'esprit et à des clefs de transcription en nombre infini, chacune ayant son statut propre inventé par l'auteur, et leur seul caractère commun est le don d'emprunter d'autres voies que celles de l'art homologué. »
La Collection de l'art brut a été initiée par Jean Dubuffet à partir de 1945, année où il a commencé à acheter des œuvres. Mais son attention avait déjà été attirée dans les années 1920-1930 lorsqu'il a découvert l'ouvrage de Hans Prinzhorn sur les œuvres des « fous ».
Cette collection, devenue musée après que Dubuffet en ait fait don, a été dirigée par Michel Thévoz (1976-2001), puis par Lucienne Peiry (2001-2011). Sarah Lombardi en est la directrice depuis mars 2013.

## Historique

### Art des fous
C'est ainsi que l'on nommait dès le XIXe siècle, en Angleterre, en Suède et en France les ouvrages des malades mentaux. Notamment en France, le docteur Philippe Pinel (1745-1826) aliéniste à l'hôpital Bicêtre souhaitait abolir les méthodes de traitement brutales. Sous son impulsion, les activités artistiques ont été encouragées dans les institutions psychiatriques. En 1812, aux États-Unis, le docteur Benjamin Rush publie à Philadelphie un ouvrage : Medical inquiries and observations upon the diseases of the mind dans lequel il fait référence aux dessins des malades mentaux qui présentent un certain talent : des marines et cartes géographiques fantastiques sont toujours conservées à la Historical Society of Pennsylvania. Vers 1847 apparaissent les premières manifestations de l'Art médiumnique qui soulèvent de nos jours des doutes et font l'objet de débats, l'art médiumnique étant considéré comme un alibi pour les « pauvres ». La mode en est lancée par Victor Hugo, mais Michel Thévoz considère que : 

« Lesage a eu l’astuce inconsciente de faire passer sa vocation picturale par le biais de la médiumnité spirite et de trouver ainsi une brèche dans le barrage socio-culturel. Fallait-il que la confiscation de l’art par la bourgeoisie fût rédhibitoire pour que la prétention d’un ouvrier de communiquer avec Léonard de Vinci apparaisse moins insensée que celle de devenir peintre ! […] de même qu’il travaille dans la mine sous la direction de Ferfay-Cauchy, de même il peint sous la direction des esprits […] et lorsqu’il vend ses tableaux, il les facture au prix exact des factures et d’un salaire horaire équivalant à celui du houilleur. »

En 1875, le docteur Jean-Martin Charcot collectionne les expressions plastiques des hystériques qu'il soigne à l'hôpital de la Salpêtrière. Peu après, Apollinaire, Robert et Sonia Delaunay, Max Jacob, Alfred Jarry, Pablo Picasso et Félix Vallotton reconnaissent Le Douanier Rousseau comme un artiste naïf, tout comme Ferdinand Cheval, les peintures de l'un et l'architecture de l'autre ouvrent la voie à la reconnaissance de l'art non culturel. Ce qui explique l'engouement des surréalistes pour « l'art des fous », notamment d'André Breton qui achète en 1926 des œuvres d'Augustin Lesage exposées à la galerie Vavin-Raspail par Waldemar George avec les œuvres d'aliénés de la collection du docteur Marie, médecin-chef de l'hôpital Saint-Anne.

### Collection de Jean Dubuffet
En 1922, Jean Dubuffet s'intéresse déjà aux travaux du docteur Hans Prinzhorn qui a rassemblé les œuvres de ses malades mentaux, constituant un Musée d'art pathologique à Heidelberg. Il découvre aussi l'exposition du psychiatre Walter Morgenthaler, médecin chef de la clinique de la Waldau près de Berne. Dès 1923, Dubuffet, alors au service météorologique de la tour Eiffel pendant son service militaire, a connaissance des cahiers illustrés de Clémentine R. (Clémentine Ripoche), visionnaire démente qui dessine et interprète la configuration des nuages. Cette même année à Liège est créée la Fédération spirite internationale. Dubuffet s'intéresse également à certaines œuvres du fonds Heidelberg qui ont été exposées à la Kunsthalle de Mannheim. 1923 est aussi l'année de l'internement de Louis Soutter dont Dubuffet ne découvrira l'œuvre qu'en 1945.
C'est le 28 août 1945 que Dubuffet baptise « art brut » un art qu'il collectionne depuis plusieurs années, art qui comprend à la fois l'art des « fous » et celui de marginaux de toutes sortes : prisonniers, reclus, mystiques, anarchistes ou révoltés. Grâce à ses amis Jean Paulhan ou Raymond Queneau, il découvre les créations d'adultes autodidactes ou psychotiques. Et c'est Paul Budry, qui a passé son enfance à Vevey, qui le met en contact avec le cercle médical suisse. Dubuffet entreprend alors avec Paulhan son premier voyage de prospection pendant trois semaines dans les hôpitaux psychiatriques suisses.
En septembre de la même année, il rend visite à Antonin Artaud, alors interné à Rodez. Le docteur Ferdière lui conseille de visiter l'asile de Saint-Alban-sur-Limagnole où est interné Auguste Forestier. Dubuffet visite encore d'autres hôpitaux psychiatriques et des prisons, rencontre des écrivains, artistes, éditeurs ainsi que des conservateurs de musée et des médecins.

« Eluard a ramené des œuvres d’Auguste Forestier à Paris dès 1944, il en fait parvenir à Picasso, à Queneau (le catalogue reproduit un "homme-oiseau" que possédait ce dernier, et qui avait déjà été reproduit dans le livre de Dominique Charnay, Queneau, dessins, gouaches et aquarelles, p. 69, Buchet-Chastel, Paris, 2003). Dubuffet qui fait la connaissance d'Eluard en 44 en voit chez lui, à Paris donc tout d'abord. Il existe une correspondance avec Queneau (de mai 45) qui prouve qu'il s'intéresse de près à Forestier dont il ne verra les œuvres à St-Alban que plus tard, après son premier voyage d'exploration en Suisse en juillet 45 - Exposition « Trait d'union, les chemins de l'art brut » au château de Saint-Alban-sur-Limagnole. »

Les biographies de Dubuffet ne donnent cependant pas la même version des faits : 

« à la fin de l'année 1943, Georges Limbour amène Jean Paulhan, qui amène à son tour Pierre Seghers, André Parrot, Paul Éluard, André Frénaud, Eugène Guillevic, Francis Ponge, Jean Fautrier, Queneau, René de Solier, Marcel Arland, et beaucoup d'autres. Durant tout l'hiver, Dubuffet s'occupe de lithographie à l'atelier Mourlot, Paris. »

La fondation Dubuffet donne approximativement les mêmes informations. Ce qui pose deux questions : comment Paul Éluard, pouvait-il être fin 1943 à la fois caché à l'hôpital psychiatrique de Saint-Alban et présenté à Dubuffet par Jean Paulhan à Paris ? Et comment Dubuffet a-t-il pu découvrir l'artiste Forestier par Éluard, alors qu'il n'en a entendu parler que par le docteur Ferdières à Rodez qui lui a conseillé en 1945 de se rendre à l'hôpital de Saint-Alban?
Le premier Fascicule de l'art brut intitulé « Les Barbus Müller, et autres pièces de la statuaire provinciale », entièrement écrit par Jean Dubuffet, est imprimé par la libraire Gallimard, mais ne sera pas publié. Il sera réimprimé et publié à Genève en 1979 par le musée Barbier-Mueller.

### Compagnie de l'art brut
Dubuffet organise plusieurs expositions des œuvres de sa collection entre 1947 et 1951. D'abord dans les sous-sol de la galerie Drouin qui devient le Foyer de l'art brut. Puis, en 1948, le foyer est transféré dans un pavillon de la Nouvelle Revue française, 17 rue de l'Université. Le Foyer devient ensuite la Compagnie de l'art brut dont les membres fondateurs sont Jean Dubuffet, André Breton, Jean Paulhan, Charles Ratton, Henri-Pierre Roché, Michel Tapié et Edmond Bomsel. Le peintre Slavko Kopač assure le rôle de conservateur de la Collection.

L'intitulé « Art brut » est donné pour la première fois en 1949 à une exposition présentant les artistes réunis par Dubuffet à la galerie Drouin. À cette occasion, Dubuffet rédige le catalogue de l'exposition qui comprend 200 œuvres d'artistes inconnus qui font partie de sa collection et il publie un traité : L'art brut préféré aux arts culturels qui fait scandale. 

« Le vrai art, il est toujours là où on ne l'attend pas. Là où personne ne pense à lui ni ne prononce son nom. L'art, il déteste d'être reconnu et salué par son nom. Il se sauve aussitôt. L'art est un personnage passionnément épris d'incognito. Sitôt qu'on le décèle (...), il se sauve en laissant à sa place un figurant lauré qui porte sur son dos une grande pancarte où c'est marqué Art, que tout le monde asperge aussitôt de champagne et que les conférenciers promènent de ville en ville avec un anneau dans le nez. »

En 1951, la compagnie est transférée aux États-Unis à East Hampton (New York) dans le comté de Suffolk, sur l'île de Long Island, chez Alfonso Ossorio
Rapatriée en France où Dubuffet recherche un lieu pour l'exposer, sa collection est d'abord installée en 1962 dans l'immeuble du 137 rue de Sèvres qui est le siège de la Fondation Dubuffet. L'artiste souhaitait vivement que sa collection reste à Paris. On lui avait fait plusieurs promesses dont aucune n'a été tenue. « Devant les atermoiements de l'administration française, Dubuffet a finalement accepté l'offre de la ville de Lausanne qui proposait des conditions idéales de conservation de ce trésor auquel, il ne l'a jamais caché, son art doit beaucoup. Le 28 février 1976, en présence des autorités municipales, l'installation est inaugurée à Lausanne au château de Beaulieu. »

### Fondation Dubuffet
La Compagnie de l'art brut a néanmoins poursuivi ses activités après le transfert des collections de Jean Dubuffet à Lausanne. Après sept ans pendant lesquels les recherches ont été interrompues, les pièces, réexpédiées d'Amérique à Paris en 1962, ont pris place dans les locaux de la compagnie. Devenue Fondation Jean Dubuffet en 1974, elle est située à Paris au 137 rue de Sèvres. Elle rassemble plus de 5 000 pièces et une énorme documentation, dont la bibliothèque de Jean Dubuffet, dans un immeuble de quatre étages qui était devenu le siège de la compagnie de l'art brut.
En 1964, Dubuffet a entrepris les premières publications des Fascicules de l'art brut. Vingt-quatre numéros ont été édités depuis lors, le dernier fascicule a été publié en mai 2013 par la nouvelle directrice, Sarah Lombardi qui a succédé à Lucienne Peiry,

### Lausanne: la Collection de l'art brut

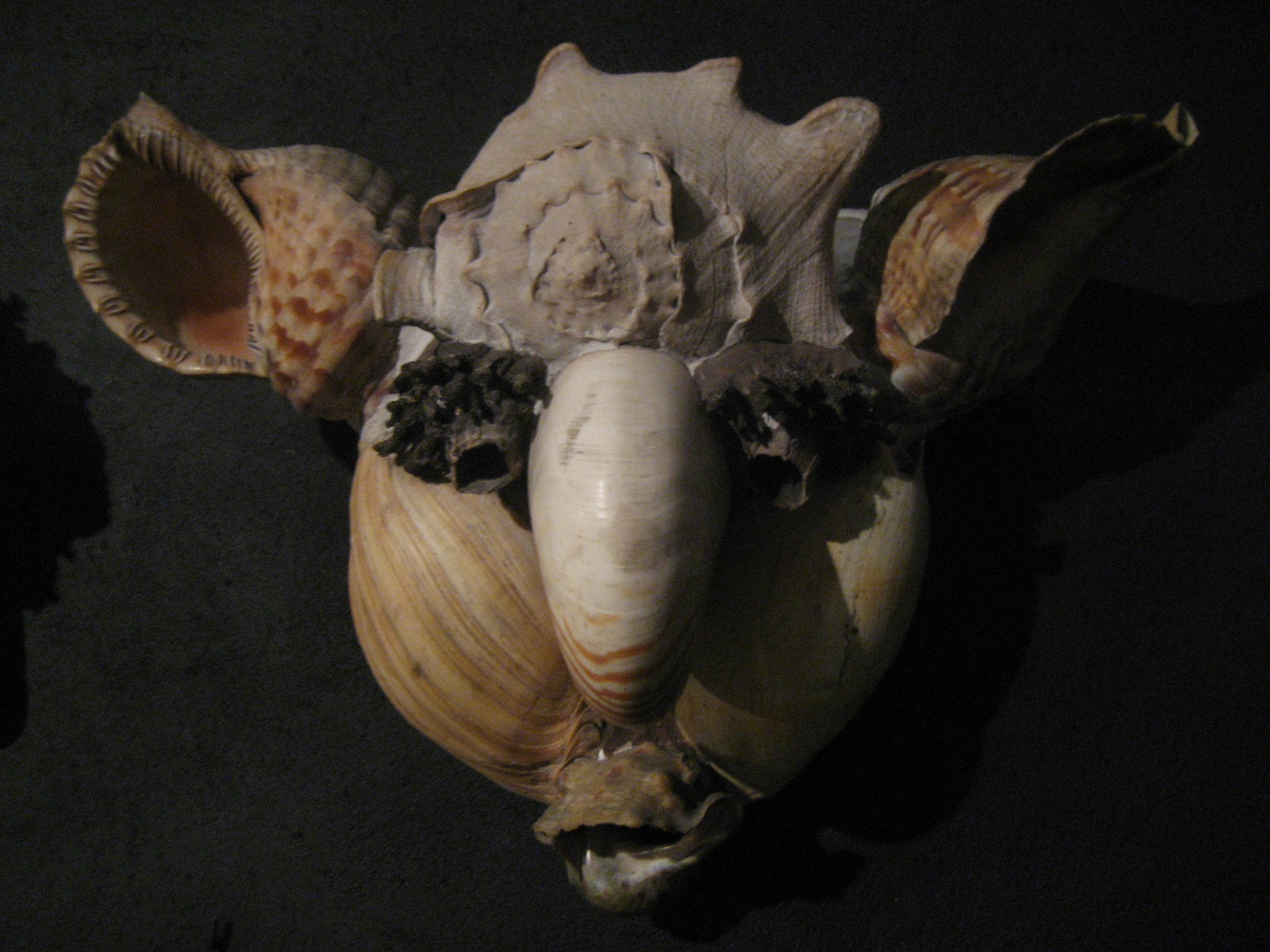
La Tête aux larges oreilles de Pascal-Désir Maisonneuve.

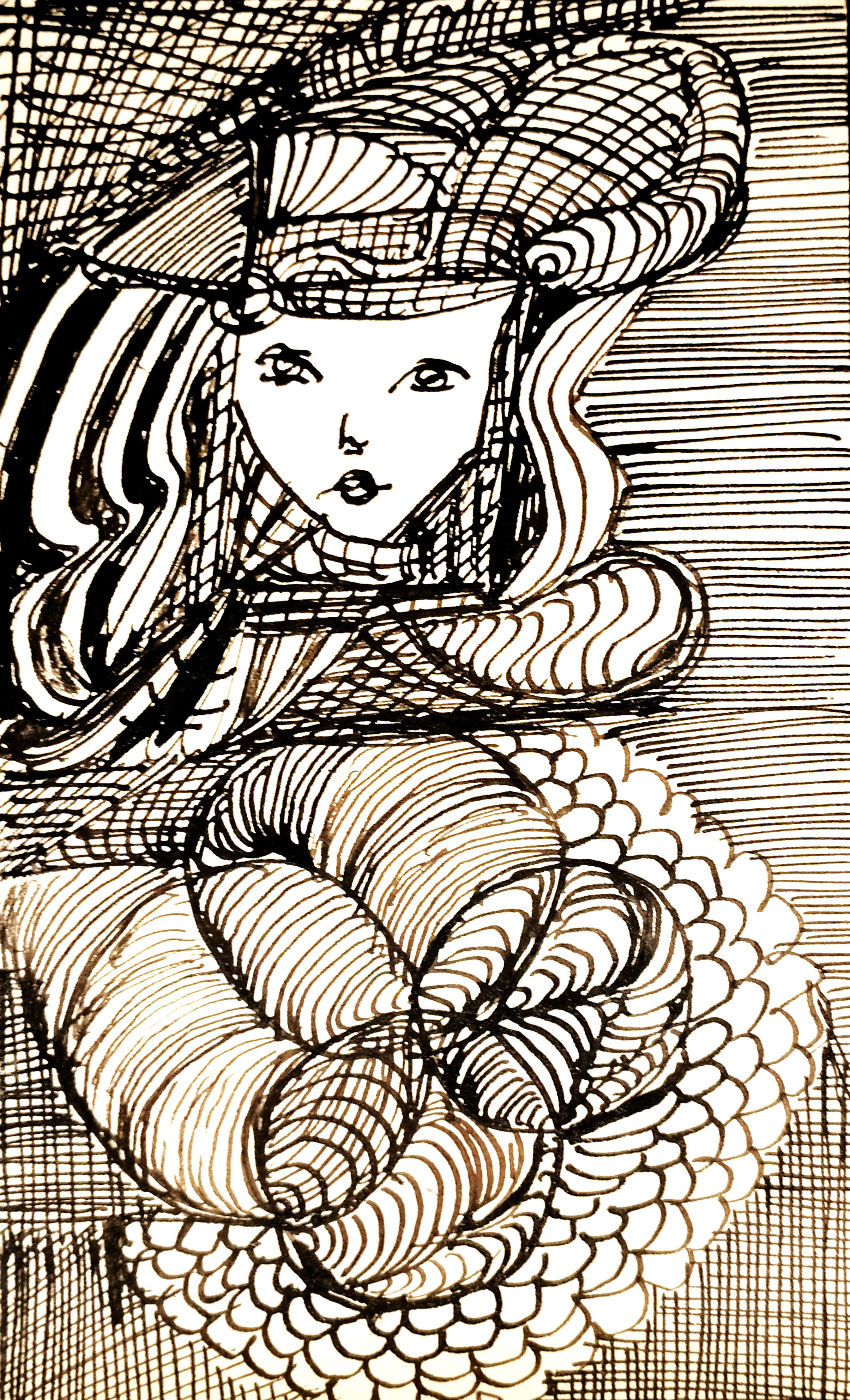
Madge Gill - Dessin à l'encre, de la série « Myrninnerest ».

Installée dans le quartier de Maupas/Valency, dans le château de Beaulieu, maison de maître du XVIIIe siècle et inaugurée en 1976, la Collection de l'art brut s'est depuis enrichie d'un grand nombre d'œuvres.
Le catalogue des collections, préalablement édité, recensait à cette époque 4 100 œuvres de 135 auteurs. Une série d'œuvres supplémentaires, considérées comme plus éloignées de l'art brut, est placée dans la Collection annexe rebaptisée en 1982 « Neuve Invention ».

La Neuve Invention comprend des artistes qui cherchent à contourner 

« les systèmes de diffusion et de valorisation marchande (musées, galeries, expositions) qu’ils ressentent comme asphyxiants. « Neuve Invention » devient dès lors pour eux une nouvelle voie de diffusion de leur travail, correspondant à leur état d’esprit, leurs valeurs, leurs audaces et leur désinvolture. « Neuve Invention » est perçue comme un espace de liberté et d’inventivité dans lequel ils se reconnaissent. D’autre part, les artistes revendiquent volontiers leur position entre l’art brut et l’art culturel, et désirent profiter du mouvement d’ouverture de la Collection de l’art brut, à Lausanne. Ils sollicitent son conservateur, Michel Thévoz, qui, assisté de Geneviève Roulin, dirige l’institution de 1976 à 2001, comme si, enfin, un lieu correspondait à leur démarche. Michel Thévoz voit dans les positions de ces auteurs une contestation culturelle et institutionnelle, et une alternative possible à la commercialisation et à la vedettarisation artistiques. Dès lors, cette collection prend son essor et se développe par des achats et des dons d’œuvres. »

Michel Thévoz, docteur en histoire de l'art, en sera le conservateur durant 26 ans, jusqu'en 2001, où Lucienne Peiry prendra sa relève pendant dix ans (2001-2011).
Le musée, tout comme le château qui l'abrite, est inscrit comme bien culturel suisse d'importance nationale.

## Artistes de la Collection de l'art brut
Cette liste est principalement issue de l'ouvrage L'Art brut de Lucienne Peiry (Gallimard, réédition de 2006).
- Yves d'Anglefort
- Alcide (art brut)
- Aloïse Corbaz dite « Aloïse »
- Ataa Oko
- Benjamin Arneval
- Gaston Chaissac
- Rose Aubert
- Carol Bailly
- Julie Bar
- Maurice Baskine
- Juliette Élisa Bataille
- Ursula Bluhm
- Benjamin Bonjour
- Thérèse Bonnelalbay
- Alain Bourbonnais
- François Burland
- Marguerite Burnat-Provins
- Capederoque
- Ignacio Carles-Tolra
- Mario Chichorro
- Fleury Joseph Crépin
- Jean Vincent de Crozals
- Georges Demkin
- Philippe Dereux
- Henry Darger
- Jules Doudin
- Gaston Duf
- Paul Duhem
- Paul End[25]
- Elijah (art brut)
- Émile Le Philatéliste[26]
- Emmanuel le Calligraphe
- Paul End
- Henri Filaquier
- Louise Fischer
- Florent (art brut)[27]
- Clément (Le Lambris de Clément)
- Auguste Forestier
- Clément Fraisse
- Sylvain Fusco
- Eugène Gabritschevsky[28]
- Giordano Gelli
- Robert Gie
- Madge Gill
- Joaquim Gironella
- Paul Goesch
- Ted Gordon
- Martha Grünenwaldt
- Gustav (art brut)
- Johann Hauser
- Miguel Hernandez
- Magali Herrera
- Joseph Heu
- Carl Fredrik Hill
- Émile Hodinos
- Hector Hyppolite
- Marthe Isely
- Jacqueline (art brut)
- Pierre Jaïn
- Vojislav Jakic
- Aimable Jayet
- Juva (art brut)
- Franz Kernbeis
- Rosemarie Koczy
- Ernst Kolb
- Hans Krüsi
- Marc Lamy
- Jean L'Anselme
- Gérard Lattier
- Sylvain Lecoq
- Léontine (art brut)
- Augustin Lesage
- Stanislas Lib
- Raphaël Lonné
- Marie-Rose Lortet
- Heinrich Anton M.
- Dwight Mackintosh
- Pascal-Désir Maisonneuve[29]
- Jean Mar
- Claude Massé
- Maurice
- Francis Mayor
- Angelo Meani
- Reinhold Merz
- Moindre l'égyptologue[30]
- Edmund Monsiel
- Peter Moog
- Heinrich Anton Müller
- Linda Naeff[31]
- Michel Nedjar
- Gérard Olive
- François Ozenda
- Palanc (Francis Palanc)
- Michael Pankoks
- Xavier Parguey
- Laure Pigeon
- Lubos Plny
- Giovanni Battista Podestà[32]
- Vahan Poladian
- Le Prisonnier de Bâle (Joseph G.)[33]
- Guillaume Pujolle
- Jean Radovic
- Émile Ratier
- Marco Raugei
- Camille Renault
- Humbert Ribet
- Martial Richoz
- Clémentine Ripoche
- André Robillard
- Jane Ruffié
- Henri Salingardes
- Jean-Joseph Sanfourche
- Eugenio Santoro
- Claudia Sattler
- Philipp Schöpke
- Friedrich Schröder Sonnenstern
- Armand Schulthess
- Zbynek Semerak
- Franca Settembrini
- Marguerite Sir
- Charles Steffen
- Somuk
- Louis Soutter
- Ni Tanjung[34]
- Gaston Teuscher
- Jeanne Tripier
- Johann Trösch
- Comte de tromelin
- Oswald Tschirtner
- Berthe Ura
- Willem Van Genk
- Joseph « Pépé » Vignes
- August Walla
- Philippe Visson[35]
- Alois Wey
- Scottie Wilson
- Josef Wittlich
- Adolf Wölfli[36],[37]
- Stanislaw Zagajewski
- Anna Zemánková
- Carlo Zinelli